# Parminder Nagra
Parminder Kaur Nagra (pendż. ਪਰਮਿੰਦਰ ਕੌਰ ਨਾਗਰਾ ur. 5 października 1975 w Leicesterze) – brytyjska aktorka hinduskiego pochodzenia. Występowała między innymi w roli dr Neeli Rasgotry w serialu Ostry dyżur.
Jest najstarsza spośród rodzeństwa. Ma dwóch młodszych braci i jedną młodszą siostrę. Mówi biegle po pendżabsku.

## Filmografia
- Five Feet Apart (2019) jako Dr. Hamid
- Alcatraz (2012) jako Lucy
- Koszmarny Karolek (2011) jako Pani Miodzik
- Compulsion (2008) jako Anjika Indrani
- Batman: Gotham Knight (2008) jako Cassandra (głos)
- In Your Dreams (2007) jako Charlie
- Maya the Indian Princess (2005) (głos)
- Ella Enchanted (2004) jako Areida
- Second Generation (2003) jako Heere/Sonali Sharma
- Twelfth Night (2003) jako Viola
- Ostry dyżur (2003–2009, 129 odcinków) jako dr Neela Rasgotra
- Always and Everyone (2002, 1 odcinek) jako Sunita Verma
- Podkręć jak Beckham (2002) jako Jesminder ‘Jess’ Bhamra
- The Swap (2002) jako recepcjonistka w hotelu
- Sędzia John Deed (2001, 1 odcinek) jako Ishbel McDonald
- Szpital Holby City (2000, 1 odcinek) jako Tina
- Donovan Quick (1999) jako Radhika
- Park Stories (1999)
- Na sygnale (1998, 1 odcinek) jako Asha Guptah
- Goodness Gracious Me (1998)
- Turning World (1997, 3 odcinki) jako Sabina
- King Girl (1996) jako Ayshe
- Na sygnale (1996, 1 odcinek) jako Ayisha
- Dushmani Jattan Di (1991)